# Pesco Sannita
Pesco Sannita (Pescolamazza fino al 1948, u Pešco in dialetto locale) è un comune italiano di 1 818 abitanti della provincia di Benevento in Campania.

## Geografia fisica
Il territorio comunale è sito in collina, sulla sinistra del fiume Tammaro.
La sua escursione altimetrica è pari a 331 metri, con un'altezza minima di 259 m s.l.m. ed una massima di 500 m s.l.m.
Ha una superficie agricola utilizzata pari a ettari (ha) 1574,94, dato riferito al 2000 (fonte Camera di Commercio di Benevento, dati e cifre, maggio 2007).

## Storia

### Origini
Il castello di Pesclum (l'attuale Pesco Sannita) era già esistente al tempo dei Longobardi. Il nome originario, Pesclum o Pescum (grosso macigno, roccia), col passare dei secoli si è trasformato in Pesco, Piesco, Lo Pesco, Lo Pesco de la Macza e Pescolamazza, fino ad arrivare all'odierno Pesco Sannita (1947). Raggiunse il suo massimo splendore in epoca normanna sotto la famiglia della Marra da cui prese il nome. Pesco della Marra, poi, per un errore ortografico di qualche scrivano poco esperto, si trasformò in Pescolamazza. Nella prima metà del 1120 Rainolfo, conte di Avellino e di Airola, rispondendo a un vittorioso attacco portato presso Tufo dal conte Giordano contro Landolfo della Greca, contestabile di Benevento, entrò nella contea di Ariano con l'intenzione di devastare qualcuno dei suoi castelli. Ma, inopinatamente, giunto ai confini di Pesclum, posseduto allora da Gerardo della Marra, se ne tornò indietro senza ingaggiare battaglia. Sembra strano che Rainolfo abbia ammassato circa quattrocento cavalieri e un gran numero di fanti per fare solo una marcia dimostrativa fino a sotto le sue mura. Evidentemente, però, il castello era così ben fortificato da scoraggiare qualsiasi tentativo di assedio. Rainolfo, per di più, andando via, non devastò né campi né boschi (come di solito si usava fare a quei tempi), probabilmente perché il danneggiamento dell'agro pescolano non avrebbe colpito direttamente ed esclusivamente i Normanni. Sorge così il sospetto che il castello fosse solo una fortificazione normanna avanzata in territorio beneventano. Dopo questo episodio, per oltre un decennio, Pesclum non venne più coinvolto nelle continue e aspre lotte che interessarono la contea arianese. Verso la fine del 1132, però, il nuovo contestabile di Benevento, Rolpotone di Sant'Eustachio, iniziò ancora una volta ad assalire la cintura di castelli normanni che opprimeva la città e, dopo aver distrutto Farnitum, l'attuale Fragneto l’Abate, attaccò Pesclum con l'aiuto di Rainolfo. Anche stavolta l'inespugnabilità del castello, difeso da Roberto della Marra, fece sì che gli assalitori, tolto l'assedio, se ne tornassero a Benevento. Pesclum restò nelle mani della stessa famiglia anche sotto le successive dominazioni sveva e angioina. Il cognome de Marcia che compare tra il 1140 ed il 1278, infatti, è una semplice variazione grafica di della Marca, casato che in alcuni manoscritti falconiani compare al posto di della Marra.

### Le successioni feudali dal XV al XIX secolo
A partire dagli inizi del XV secolo, e fino all'abolizione della feudalità (prima decade dell'Ottocento), Pesco fu quasi sempre unito a Pietrelcina. Già nel 1415, infatti, queste due terre facevano parte dei beni feudali di Filippo Caracciolo e nel 1458, dopo la congiura dei Baroni, si ritrovarono ancora unite sotto Nicola Caracciolo. Alla morte di quest'ultimo, avvenuta nel 1493, i feudi di Pescolamazza e di Pietrelcina furono ereditati dal figlio primogenito Giovan Battista che ne ottenne solenne investitura dal re di Francia, Carlo VIII, con diploma sottoscritto a Napoli l'8 marzo del 1495. La figlia Dionora, nel 1511, li portò in dote a Giovan Tommaso II Carafa, conte di Cerreto, che, nel 1522, ne vendette le rendite a Carlo Mormile per la somma di 9.000 ducati con il patto di ricompra. Nel 1523, mentre era al servizio di Carlo V a Milano, durante la guerra contro il re di Francia, Giovan Tommaso venne ucciso in duello da Fabrizio Maramaldo. Ereditò il suo titolo e le sue sostanze il primo figlio maschio, Diomede III, che, essendo allora cinquenne, ebbe come tutore il nonno paterno Diomede II. Alla morte di quest'ultimo, Diomede III, dopo essere stato per un certo tempo sotto la tutela di un non meglio precisato "priore di Napoli", sposò, ancora adolescente, Roberta Carafa che gli fece anche da tutrice. E nel 1537, con l'assenso di sua moglie, fu proprio lui a disfarsi definitivamente dei feudi di Pesco e Pietrelcina vendendone a Bartolomeo Camerario (1497-1564), per 5.000 ducati, il diritto di riscatto di cui era ancora titolare. Questi, a sua volta, nel 1550, alienò i due feudi a Lucrezia Pignatelli, moglie di Giovan Vincenzo Caracciolo. Alla morte di quest'ultimo subentrò il figlio Marcello che pagò la tassa di successione (relevio) il 19 ottobre del 1564. Marcello, nominato marchese di Casalbore da Filippo II di Spagna il 27 aprile del 1569, cessò di vivere nell'agosto del 1585 lasciando il primogenito Giovan Vincenzo II erede del suo titolo e delle terre di Casalbore, Ginestra degli Schiavoni, Pietrelcina, Pescolamazza, Torre di Pagliara, Saggiano e di alcuni territori feudali nei pressi di Montesarchio. Giovan Vincenzo II, nel 1603, diede le terre di Pescolamazza e di Pietrelcina al fratello Francesco per la somma di 50.602 ducati col patto di ricompra. Successivamente, nel 1614, su richiesta dei creditori del marchese di Casalbore, il tribunale del Sacro Regio Consiglio aggiudicò questi due feudi, per la somma di 46.200 ducati, a Giovanni d'Aquino che, nel luglio del 1623, ebbe il titolo di principe di Pietrelcina. Alla morte di Giovanni, avvenuta il 4 marzo del 1632, subentrò il primogenito Cesare che, con assenso regio del 9 febbraio 1661, diede in pegno al fratello Francesco la terra di Pescolamazza per la somma di 11.000 ducati. Cesare fu assassinato il 27 febbraio del 1668, all'età di 43 anni. L'8 marzo del 1669 fu dichiarata erede dei suoi beni feudali la figlia Antonia. Nel 1676, però, con decreto del Sacro Regio Consiglio, la terra di Pietrelcina fu assegnata a Girolamo, fratello di Cesare. Comunque, alla morte di Francesco e di Girolamo d'Aquino, Pescolamazza e Pietrelcina ritornarono alla loro nipote Antonia con l'aggiunta del feudo di Monteleone che, nel frattempo, Girolamo aveva acquistato da Giacomo II de Brier. Dopo la morte di Antonia, avvenuta senza eredi il 6 settembre del 1717, Ferdinando Venato, duca di S. Teodoro, suo parente di quarto grado, le subentrò nel 1724 previo pagamento al fisco di 20.200 ducati. Poco tempo dopo (30 aprile 1725) il duca di S. Teodoro vendette questi tre feudi, per la somma di 75.000 ducati, a Francesco Carafa che, con diploma spedito da Vienna il 17 novembre del 1725, ottenne il titolo di principe di Pietrelcina dall'imperatore Carlo VI d'Austria. Francesco Carafa morì il 9 gennaio del 1768; ma solo il 20 novembre del 1772, con decreto della Gran Corte della Vicaria, fu dichiarato erede dei suoi beni feudali Pietro Maria Firrau, principe di Luzzi. Dopo la morte di quest'ultimo, avvenuta il 24 novembre del 1776, fu riconosciuto erede il figlio Tommaso Maria con decreto della Gran Corte del 21 gennaio del 1777. A partire dal 1779 entrò in possesso di questi beni feudali Luigi Carafa di Milizia della Stadera alla cui morte subentrò il conte di Policastro e duca di Forlì, Francesco Carafa, che fu l'ultimo barone di Pesco.

### Rapporto con Monteleone
Monteleone, di origine longobarda, oggi è una frazione di Pesco. Fino all’unione con questo feudo, avvenuta sotto Antonia d’Aquino, ebbe, però, vita autonoma. Stando ad alcuni antichi documenti, il castello avrebbe dovuto essere annesso al territorio beneventano per renderne più sicuri i confini. Ma già nel 1269 era entrato a far parte del regno angioino. Abitato a quell’epoca da non più di venti famiglie, dopo alcuni passaggi di proprietà,  ritornò al suo legittimo proprietario, Alferio. Per lungo tempo, poi, non se ne sentì più parlare. Dopo circa due secoli, durante i quali Monteleone si spopolò completamente, se ne ritrovano tracce nella seconda metà del Quattrocento, quando lo acquistò Marcantonio Calenda la cui famiglia ne rimase proprietaria fino al 1616, anno in cui fu rilevato da Giovan Geronimo Nani, nobile savonese. Nella prima metà del Seicento il feudo, con tutte le sue pertinenze, passò nelle mani di Giovanni de Brier, il cui nipote, Giacomo II, lo vendette a Girolamo d'Aquino. Cosicché, morti Francesco e Girolamo d'Aquino, Monteleone si trovò, come già detto, unito a Pescolamazza sotto la nipote Antonia, loro erede universale.

### La popolazione dal XVI al XVIII secolo
Alla fine del XVI secolo cominciano ad aversi notizie riguardanti direttamente il popolo e le sue condizioni di vita: una pergamena del 1577 contiene, ad esempio, un elenco consistente di cittadini che permette di risalire alle radici di molte famiglie e di seguire i mutamenti grafici dei principali cognomi pescolani. Agli inizi del Seicento, a causa della pressione fiscale, Pesco si era indebitato al tal punto da essere costretto a vendere al barone dell'epoca, Giovanni d'Aquino, i due forni (Castello e Valle) e la taverna. Da questo atto di compravendita nacque una lunga controversia giudiziaria che si trascinò fino agli inizi dell'Ottocento. La parte centrale del XVII secolo è dominata dall'infuriare della peste del 1656 che decimò i pescolani, tanto che il 20 ottobre del 1657, data in cui il nuovo parroco Don Domenico Palumbo prese possesso della chiesa, la popolazione contava appena 230 anime.
Nel quadriennio 1743-46 il suo territorio fu soggetto alla giurisdizione del regio consolato di commercio di Ariano, nell'ambito della provincia di Principato Ultra. Nella parte centrale del Settecento la popolazione contava ormai un migliaio di abitanti, ma con un analfabetismo che raggiungeva circa l'80% per gli uomini (con l'esclusione della categoria dei sarti) e il 100% delle donne. Malgrado lo sfruttamento sistematico al quale la popolazione era sottoposta, il tenore di vita di Pesco, rapportato al periodo storico, era divenuto accettabile. Queste condizioni favorevoli si mantennero per lungo tempo . Tanto è vero che, verso la fine del secolo, la popolazione aveva raggiunto le 1636 unità.

### L'Ottocento
I rapporti tra feudatario e popolo pescolano, già tesi in precedenza, si logorarono ulteriormente dopo la rivoluzione napoletana del '99. Luigi Carafa, barone dell'epoca, cercò di far leva sul sentimento religioso, facendo rinnovare nel 1801 la concessione di indulgenza plenaria per la cappella del SS. Rosario e ottenendo dal Papa l'istituzione della Via Crucis nella chiesa del SS. Salvatore. Nel 1802, infine, donò al popolo di Pescolamazza il corpo di Santa Reparata martire ricevuto a Roma dalle mani del cardinale Benedetto Fenaja. Ma, nonostante tutto ciò, subito dopo l'emanazione del decreto di Giuseppe Bonaparte che aboliva la feudalità, il comune di Pescolamazza, assistito dall'avvocato Antonio Vitale, chiamò in giudizio davanti alla Commissione feudale il suo successore, Francesco Carafa,  conte di Policastro e duca di Forlì. Gli si contestava, tra l’altro,  l'esazione di 110 ducati annui sui forni Castello e Valle, di 30 ducati per erbaggio e di alcuni censi in denaro e in natura senza che esistessero i relativi strumenti. Gli si contestava, inoltre, la pretesa del “terraggio” sull’intero territorio comunale (compresi i fondi “appadronati”).  Il comune vinse su tutto il fronte, tranne che per l’esazione dei 110 ducati annui sui due forni, considerando che questa somma fosse dovuta al barone a titolo di intereresse per il capitale di 2.200 ducati concesso in prestito nel 1617 all’università di Pescolamazza da Giovanni d’Aquino. Al momento dell’esecuzione della sentenza, però, sorsero dei problemi che si rivelarono insormontabili.  Mentre il rappresentante del comune, infatti, chiedeva che la tenuta di Monteleone fosse parzialmente ripartita tra i cittadini pescolani per compensare i cosiddetti “usi civici”, l’ex barone, per bocca del suo agente, sosteneva che essa, in qualità di feudo separato, non fosse automaticamente assoggettabile alla ripartizione e che, comunque, la controversia dovesse essere portata dinanzi ai tribunali ordinari. Siccome, però, Winspeare, regio procuratore generale sostituto presso la Gran Corte di Cassazione, si era schierato apertamente a favore della tesi sostenuta dal comune, il conte di Policastro, sentendosi battuto, si rivolse direttamente a lui, chiedendo una breve sospensione per avere il tempo di esibire alcuni documenti comprovanti i suoi diritti. Federico Cassitto, incaricato della divisione dei demani alle dipendenze del consigliere Paolo Giampaolo, però, pur accordandogli dieci giorni per esibire i documenti promessi, ordinò che i periti continuassero la misurazione del feudo. La causa di questa lotta serrata contro il tempo dipendeva dal fatto che, mentre Francesco Carafa cercava di procurarsi le carte comprovanti i propri diritti, Ferdinando Cini, il suo agente, aveva indotto sindaco e decurioni a presentare, a nome del comune, un atto di rinuncia al beneficio della ripartizione anche nel caso in cui questa fosse stata prescritta dalle leggi. A questo punto, visto che l’amministrazione comunale aveva ritirato il suo appoggio, si fecero avanti tre privati cittadini pescolani (Dionisio Guerra, Antonio Orlando e Gennaro Vetere) che continuarono a loro spese l’azione che era stata intrapresa contro il conte di Policastro. Il Cini, allora, non potendo raggiungere legalmente il suo scopo, ricorse all’inganno e alla violenza. Fu così che, approfittando del fatto che erano suoi ospiti l’intendente Giacomo Mazas e il comandante della provincia, venuti a Pescolamazza per seguire da vicino lo sviluppo dell’affare, fece convocare i tre a casa sua. Simulando, poi , il loro rifiuto a presentarsi, indusse i due funzionari a ordinarne l’arresto immediato. I custodi del carcere fecero il resto. Questi, infatti, maneggiati dal Cini, sottoposero i malcapitati a “maltrattamenti e villanie inaudite”. Il Mazas, inoltre, cogliendo l’occasione propizia, destituì Dionisio Guerra dal suo impiego di “cancelliere archivario” presso il comune. Malgrado tutto ciò, il Cassitto, fatta ultimare rapidamente la misurazione e la valutazione dell’ex feudo, suggerì che, per compensare i diritti dei pescolani a “pieni e comodi usi civici” riconosciuti dalla sentenza della Commissione feudale del 3 aprile 1810,  si dovesse distaccare e ripartire tra i cittadini una metà del territorio boscoso, un terzo dell’”incolto erboso” e un quarto del “seminatorio”, per un ammontare complessivo di 1144,16 tomoli. Sfortunatamente, però, a nulla valse il lavoro portato a termine a tamburo battente dal Cassitto. Infatti, in seguito al regio decreto firmato da Gioacchino Murat il 27 dicembre del 1811, il compito di decidere sulla questione era stato tolto al commissario del re e affidato all’intendente della provincia. E il Mazas, che parteggiava apertamente per il conte di Policastro, ricevuto ufficialmente l’incarico il 18 gennaio del 1812, emise, il 31 marzo dello stesso anno, un’ordinanza definitiva in cui dichiarava che l’ex feudo di Monteleone, essendo distinto e separato dal territorio di Pescolamazza, non era ripartibile a vantaggio dei suoi cittadini. Per giunta, poi, condannò anche Dionisio Guerra, Antonio Orlando e Gennaro Vetere a pagare una multa di 35,20 lire, somma corrispondente alle spese sostenute da due decurioni pescolani che si erano recati ad Avellino per partecipare alla discussione del caso. Ciononostante, però, Gennaro Vetere non si diede ancora per vinto. Tanto è vero che nel 1817 si rivolse alla Gran Corte dei Conti per chiedere l’annullamento dell’ordinanza di Mazas per “difetto di notifica e per eccesso di facoltà nella persona dell’Intendente”. Questa, però, con sentenza del 22 giugno 1818, dichiarò inammissibile il reclamo facendogli salvo il solo “diritto di ricorrere a un giudice competente per dimostrare la perpetuità della sua colonia”. Gennaro Vetere, comunque, non intraprese mai questo nuovo procedimento legale. Solo dopo circa un ventennio (24 gennaio 1837) il comune di Pescolamazza, avuta la relativa autorizzazione con” real rescritto” del 7 dicembre 1836, chiamò in giudizio Francesco, Laura e Teresa Carafa per sostenere questo diritto in nome di alcuni privati cittadini. Avendo il tribunale di Avellino rigettato questa istanza, fu presentato appello alla Gran Corte Civile di Napoli che, con decisione del 27 dicembre 1840, invitò il comune e i privati cittadini “a provare, con titoli e testimoni, la esistenza delle colonie”. Il procedimento, che si trascinò per un’altra decina d’anni, si chiuse con la vittoria definitiva degli eredi Carafa. La Gran Corte Civile, infatti, con sentenza del 30 luglio 1851, per “la inverosimiglianza e le contradizioni delle prove esibite”, dichiarò “non giustificata la colonia perpetua” e condannò il comune e i privati cittadini al pagamento delle spese di giudizio ammontanti a 634,38 ducati. Solo nel 1853, per semplice tornaconto e non certo per merito delle reiterate e sfortunate azioni legali fino ad allora portate avanti, la famiglia Carafa concesse l’ex feudo di Monteleone in “enfiteusi perpetua” al comune di Pescolamazza il quale, a sua volta, lo suddivise in quote che assegnò a tutti i capifamiglia del paese in cambio di un canone annuo di 23,45 lire.  Il lavoro di quotizzazione, iniziato subito dopo la firma del relativo atto notarile, venne terminato solo nel 1870. Le sue fasi conclusive, perciò, si intrecciarono con le vicende connesse con l’unità d’Italia. E Pesco, anche se venne appena sfiorato dal brigantaggio che imperversò nei paesi vicini tra il 1860 e il 1880 (si ha notizia solo dell’assassinio di un certo Giuseppe Pennucci per mano del famigerato capobrigante Michele Caruso), ebbe un notevole peso nei moti reazionari che insanguinarono la provincia di Benevento nell’estate del 1861. Qui, infatti, all’alba del 10 agosto, il filo borbonico Luigi Orlando venne catturato nel suo palazzo e passato per le armi da un plotone di bersaglieri comandati dal colonnello Pier Eleonoro Negri. Questo episodio, insieme alla sonora sconfitta subita nelle stesse ore a Pietrelcina dalla banda di Francesco Saverio Basile alias Pilorusso per opera dei bersaglieri del maggiore Rossi e alla fucilazione di ben undici cittadini inermi catturati nelle loro case, diede la stura alla spedizione punitiva contro Casalduni e alla distruzione di Pontelandolfo avvenute il 14 agosto del 1861. Il pescolano Francesco Esci, infatti, avuta notizia delle feroci esecuzioni avvenute a Pesco e a Pietrelcina,  alla testa di una banda reazionaria, si portò il giorno 11 a Casalduni, dove ordinò ai suoi uomini la fucilazione di quaranta bersaglieri e quattro carabinieri che erano stati appena catturati insieme al loro comandante, il tenente Cesare Augusto Bracci. E fu proprio quest’ultimo fatto a scatenare la violenta azione di ritorsione avvenuta il 14 agosto a Casalduni e a Pontelandolfo per ordine, rispettivamente, del maggiore Carlo Melegari e del colonnello Pier Eleonoro Negri. È opportuno precisare, però, che tra i responsabili dell’eccidio non compare il nome di Esci ma solo quello del suo luogotenente, Angelo Pica alias Picozzo. E questo perché, quando il processo fu istruito, Francesco Esci era già morto. In seguito a consiglio di guerra tenutosi a Benevento, infatti, era stato fucilato a Pescolamazza il 24 settembre del 1861, in contrada Vignale di Iorio, da un picchetto del 62º Fanteria, insieme al capobanda Michele Zeuli da Alberona.

### Storia amministrativa
Pescolamazza, per la sua posizione geografica, ebbe una certa importanza nell'assetto amministrativo ottocentesco. Già a partire dal 1812, infatti, fu scelto come capoluogo del circondario (nell'ambito del distretto di Ariano) al posto di Fragneto Monforte e mantenne questa sua prerogativa anche dopo la nascita della provincia beneventana, divenendo sede di pretura, di carcere mandamentale e di ufficio di bollo e registro, fino al 1889. Malgrado, però, questa sua posizione privilegiata e il notevole sviluppo demografico ed edilizio, Pescolamazza mancava delle opere essenziali per la salute pubblica e per le comunicazioni. Solo nel 1832 l'amministrazione comunale mise in bilancio la costruzione di due acquedotti per portare nell'abitato le acque del Romito e dell'Acquafresca. Stabilì, inoltre, di stanziare la somma di centocinquanta ducati annui, fino al completamento dell'opera, per costruire una strada rotabile di circa due miglia tra la cappella della Madonna dell'Arco e Vallone Pilone che consentisse un collegamento più agevole con Napoli e Terra di Lavoro. Mentre si sa con certezza che i nuovi acquedotti furono completati nel 1837, nessuna notizia si riesce a trovare circa il buon esito della strada per Vallone Pilone. Un altro problema che le amministrazioni comunali dovettero affrontare fu quello della costruzione del cimitero. A tale proposito, già nel 1817 era stato scelto un appezzamento di terreno nella contrada del Fornillo che,  pur non essendo stato ritenuto idoneo dalle autorità competenti, venne temporaneamente adoperato a questo scopo a partire dal dicembre del 1838.  Non si conosce né la durata di questa sistemazione provvisoria, né l'anno in cui fu decisa l'edificazione dell'attuale cimitero. Si sa, comunque, che venne stanziata la somma di 1.300 ducati da spendersi, per il completamento dell’opera, nel quinquennio 1853-1857 e che solo nel 1856 fu messa in bilancio la somma necessaria alla costruzione della strada di collegamento con il centro abitato Naturalmente tutti questi ritardi contribuirono a deteriorare ancora di più le già precarie condizioni igieniche del paese. Si pensi che Pescolamazza, nel 1846, fu tra i pochi comuni del Principato Ultra colpiti dall’epidemia di vaiolo. Il problema delle comunicazioni, infine, fu risolto, almeno in parte, con la costruzione della Strada Val Fortore (l’attuale S. S. 212) e della linea ferroviaria Benevento-Campobasso-Termoli, inaugurata, nel tratto Pietrelcina-Pescolamazza (fino a S. Giuliano), il 12 febbraio del 1882. Per quanto riguarda il collegamento ferroviario, però, si trattò di un’occasione mancata. L’ubicazione della stazione, infatti, posta a oltre quattro chilometri dal centro abitato, risultò di scarsa utilità e contribuì in maniera determinante a tenere praticamente isolato il paese fino alla metà del Novecento.

## Monumenti e luoghi d'interesse

### Architetture religiose

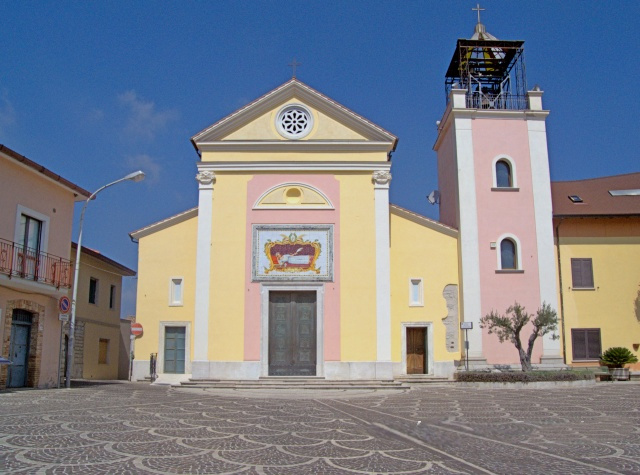
La Chiesa del Santissimo Salvatore

Alla fine del Seicento a Pesco c'erano, oltre al SS. Salvatore e a San Nicolò, altre due chiese (S. Croce e S. Rocco) e un oratorio (S. Maria dell'Arco). Un'altra chiesa (S. Maria a Tamele) si trovava nel feudo di Monteleone. Dopo il terremoto dell'8 settembre 1694 le chiese di S. Maria a Tamele e di S. Rocco, irrimediabilmente danneggiate, furono chiuse al culto. Agli inizi del Settecento, poi, furono lasciati in abbandono anche S. Croce e l'oratorio di S. Maria dell'Arco. Quest'ultimo, meglio noto come “la Cappella”, riaperto al culto nell'Ottocento, fu abbellito esternamente con un dipinto su tavola di Francesco de Maio (“commesso postale” dell'epoca) e con un Cristo crocifisso scolpito in legno da un contadino pescolano (Giandomenico Pennucci). Il dipinto,  la cui parte inferiore rappresenta Piazza Gregaria (l'attuale Piazza Umberto I) con sullo sfondo via Cappella e Casale S. Antonio,  ormai quasi completamente deteriorato dalle intemperie, è stato restaurato nel 2008 da Antonio Solvino e utilizzato come pala d’altare dell’oratorio. Il Cristo ligneo, invece, è stato distrutto durante i lavori di messa in opera delle baracche per i terremotati del 1962. La chiesetta, ricaduta in abbandono nei primi decenni del Novecento, è stata fatta restaurare da mons. Nicola D'Addona nel 1977 e da don Nicola Gagliarde nel 2008. Nessuna delle altre antiche chiese pescolane è giunta integra fino a noi. Di S.Croce e di S. Rocco, infatti, si sono perse completamente le tracce. La chiesa di S. Nicolò, invece, lasciata in abbandono poco prima dello scoppio della seconda guerra mondiale, è stata demolita nella primavera del 1971. La chiesa del SS. Salvatore, infine, ristrutturata una prima volta verso la fine dell'Ottocento da don Giandonato Orlando, modificata agli inizi del Novecento dal suo successore don Domenico Sabella, ampliata tra il 1921 e il 1924 da don Emilio Parrella, è stata completamente rifatta da mons. Nicola D'Addona, sulla base di un progetto ideato insieme al fratello Ing. Luigi, e inaugurata nel 1968. La costruzione, pur apparendo a prima vista come un complesso architettonico progettato ex novo, conserva, armonizzandoli pienamente, i segni delle ristrutturazioni precedenti (basti pensare alla presenza contemporanea di archi a sesto acuto, a tutto sesto e di architravi). L'unica parte della chiesa che non ha subito modifiche è l'ex cappella di S. Reparata che, però, è stata trasformata in sacrestia. Molto più recente, infine, è l'oratorio di Maria SS. Addolorata e di S. Giuseppe, fatto edificare da Pasquale De Simio in un fondo di sua proprietà e ultimato nel 1840.

## Società

### Evoluzione demografica
L'andamento demografico tra il 1697 e il 1857 mostra un progressivo aumento della popolazione.  Gli abitanti, infatti, che sono appena 461 nel 1697, diventano 706 nel 1722,  904 nel 1736, 1014 nel 1742,  1158 nel 1770,  2028 nel 1827 e 2460 nel 1857. Successivamente, dopo il passaggio sotto il Regno d'Italia, la popolazione evolve come mostrato nel grafico:
Abitanti censiti

### Lingue e dialetti

#### Caratteristiche
- Caratteristica è la trasformazione delle sillabe scia, scio, sciu di alcune parole napoletane (fia,  fio, fiu in italiano) in hia, hio, hiu con l'h aspirata (per es. nap. sciato = fiato,  pesc. hiato;  nap. sciummo = fiume,  pesc. hiumo, ecc.).
- La o finale assume un suono intermedio tra la o e la u quando la parola viene presa singolarmente o si trova alla fine di una frase, mentre diventa decisamente  u quando sta al suo interno. La pronuncia della z è sempre sorda (come in marzo) tranne che dopo la n (‘nzèngale, cunzèreva), davanti ai dittonghi ia, ie, io, iu e in alcuni vocaboli (manazzèo, zechetià e  zurro) dove diventa sonora. La s davanti a tutte le consonanti (fatta eccezione per d e t) si pronuncia come il digramma sc davanti alle vocali i ed e.
- Al plurale alcune parole seguono il genere neutro (anéglio = anello, pl. anèllure;  carro, pl. carre; ósso = osso, pl. òssere ; óvo = uovo, pl. òve; pertuso = buco, pl. pertóse; pùzzo = pozzo pl. pózzere).  Anche gli aggettivi  quanto e tanto  si trasformano al plurale in quanta e tanta (neutro plurale di quantum e tantum, rispettivamente).
- Gli infiniti dei verbi della prima coniugazione italiana e di quelli piani della seconda diventano tronchi per la perdita di -re finale (abbicinà = avvicinare, tené = tenere). Quelli sdruccioli della seconda coniugazione e quasi tutti quelli della terza, invece, assumono la forma della terza persona singolare dell'indicativo presente (es. chiòve al posto di chiòvere = piovere, fenìsce al posto di fenì = finire). I verbi riflessivi diventano tutti sdruccioli, tranne qualche rara eccezione come arrènnerese  =  arrendersi, cèrnerese =  ancheggiare e spégnerese = sciogliersi che sono bisdruccioli. Quelli della prima coniugazione, infatti, terminano in -àrese, quelli della seconda in -èrese e quelli della terza in -ìrese. I gerundi, infine, finiscono sempre in -ènne (mentre nel napoletano in -ànno quelli della prima coniugazione e in -ènno tutti gli altri).

#### Alcuni termini dialettali
- Accunzà  v. tr. 1) Aggiustare.  2) Condire. Proverbio: L'óssu vécchiu accònza la menèstra (l'osso vecchio condisce la minestra, cioè per risolvere i problemi ci vuole l'esperienza degli anziani).
- Bòsso  s. m. Neologismo importato dai primi Pescolani emigrati negli Stati Uniti d'America. Venne adoperato, specialmente tra il primo e il secondo dopoguerra, per indicare il padre nelle conversazioni da quanti ormai si vergognavano di usare la parola tata ma non erano ancora disposti a ricorrere al termine  papà, ritenuto un'esclusiva delle famiglie di ceto più elevato. Analogamente con la parola bòssa si indicava la madre. Etim.: dall'ingl. boss (capo, padrone).
- Cùccio s. m. Coniglio.
- Fìcura  s. f. Fico (albero e frutto) /Varietà locali: Ficus carica serotina (fìcura natalèse), Ficus carica fasciata (fìcura zengarèlla), Ficus carica verdecchius (fìcura verdesca). /«A la fìcura!» era una minaccia che si faceva ai cani ed equivaleva a dire: «Ora ti ammazzo!». Anticamente, infatti, si usava seppellire questi animali sotto gli alberi di fico per concimarli.
- Ócchio  s. m. Occhio / Fà l'ócchio: far passare il mal di testa provocato dal malocchio. A questo scopo basta versare una goccia d'olio in un piatto pieno d'acqua, fare con il pollice della mano destra un segno di croce sulla fronte del malato e recitare la formula magica: Lunnedì santu, martedì santu, mercudì santu, giovedì santu, vernedì santu, sabbetu santu… Duméneca è Pasqua e l'ócchiu casca. La formula in realtà viene borbottata per evitare che gli astanti riescano a comprenderne le parole (solo durante la notte di Natale, infatti, può essere detta chiaramente a quelli che vogliono impararla). Lo scongiuro riesce solo se la goccia d'olio si allarga fino ad occupare l'intera superficie dell'acqua. Il modo, poi, con cui l'olio si spande nel piatto permette anche di scoprire il sesso dell'autore della fattura. Se infatti la goccia allargandosi assume la forma di una collana (cannàcca), se cioè la sua circonferenza si ricopre lungo tutta la linea di minute goccioline, si può essere certi che il malocchio è stato fatto da una donna. Modo d dire: Accattà l'óglio pe' fà l'ócchio (comprare l'olio per togliere il malocchio, cioè appena qualche goccia): essere spilorcio.
- Parénti  s. m. pl. 1) Chiazze rosse che si formano sulle gambe per eccessiva vicinanza al fuoco del camino. 2) Consanguinei e affini. Proverbio: Li parénti sóngu cum'a li stivali, cchiù stritti sóngu e cchiù fannu male (i parenti sono come gli stivali, più sono stretti e più fanno male).
- Pasquabifanìa s. f. Epifania. / Pasquabifanìa tutte le fésti se porta via'. Dice Sant'Antóno: «Aspetta ca ce sta la mia!». Con l'arrivo dell'Epifania non finiscono tutte le feste: prova ne sia che solo qualche giorno dopo, il 17 di gennaio, già si festeggia S. Antonio Abate.
- Rape  v. tr. Aprire. Proverbio: Chi te sape te rape (chi ti conosce ti apre, cioè viene a rubare da te solo chi frequenta la tua casa).
- Salecarèlla s. f.  Pianta delle Salicacee molto diffusa lungo i corsi d’acqua.
- Spulepà  v. tr. Spolpare. /Te sî mangiata la carne, mó' spólepete l' ósso: ti sei mangiata la carne, ora spolpati l'osso (hai dissipato tutte le tue sostanze, adesso arrangiati).
- Strùmmulo s.m. Trottola di legno. Lo strùmmulo, a forma di pera e dotato nella sua parte inferiore di una punta di ferro, viene lanciato e fatto girare per mezzo di una cordicella arrotolata intorno ad esso a partire quasi dall'estremità della punta fino a circa metà della sua parte in legno. Il lancio, una volta impugnato l'attrezzo con la punta rivolta verso l'alto e poggiata nell'incavo tra indice e pollice, avviene alzando e portando all'indietro il braccio e subito dopo muovendolo velocemente in avanti e verso il basso. A questo punto, effettuata una rapida torsione del polso, la mano che lo stringe viene aperta e contemporaneamente la cordicella tirata all'indietro per mezzo di un occhiello che, praticato alla sua estremità libera, è stato infilato in un dito. Il gioco, ormai da tempo caduto in disuso, si faceva a Pesco, in contrada S. Giuseppe, in occasione della festa del santo, cioè il 19 di marzo, sin dagli inizi degli anni Quaranta del diciannovesimo secolo, epoca in cui era stata aperta al culto l'omonima cappella. Esso, destinato ad un numero indeterminato di persone, consisteva nel lanciare uno per volta l'attrezzo in un cerchio (detto póce) tracciato incidendo semplicemente il terreno con uno stecco o, nei casi più elaborati, facendo uso di polvere di gesso. I lanci continuavano fino a che lo strùmmulo di uno dei giocatori, alla fine della sua rotazione, non restava all'interno del cerchio. A questo punto gli altri lanciavano a turno i loro attrezzi su quello restato prigioniero cercando di spingerlo fuori o di spaccarlo. E proprio per scongiurare questa seconda eventualità si usava a volte proteggerlo con delle bullette da scarpa (le cosiddette centrelle).
- Tarantéglio s. m. Ghiacciolo a forma di stalattite che durante le notti invernali si genera per rapido congelamento delle gocce d'acqua che cadono dal tetto innevato. Etim.:  probabilmente il riferimento alla tarantella è dovuto al fatto che quando questi ghiaccioli si formano, l'unico modo che si ha per vincere il freddo è quello di saltellare.
- Ucculàro  s.m. Guanciale del maiale.

## Economia

### Agricoltura
- Olio - La produzione dell’olio, oltre che dalle antiche piantagioni di ortice, varietà autoctona del territorio presente nella maggior parte del Sannio, proviene anche dalla coltivazione del leccino e, in misura molto minore, da quella dell’ogliarola, tipica cultivar pugliese.
- Vino -  La coltura della vite nell’agro pescolano è molto diffusa e le varietà più usate sono l'aglianico grosso detto aglianicone, vitigno autoctono del Sannio, il piedirosso, il barbera, la coda di volpe e la malvasia. In questi ultimi anni, poi, si è introdotta anche la coltivazione del sangiovese e di vitigni tipici di altre zone della Campania come il fiano, il greco e la falanghina.
- Cereali – Il più noto tra i cereali coltivati nell’agro pescolano è il grano saragolla (Triticum turgidum durum), localmente chiamato saraólla,  appartenente alla famiglia del Khorasan (Triticum turgidum turanicum), il famoso “grano dei Faroni”,  diffuso tra il quarto e il quinto secolo d. C. in una vasta zona dell’Italia meridionale comprendente la Lucania, la Campania, la Puglia e l’Abruzzo. Macinato in loco, viene utilizzato in parte per la pasta fatta in casa e in parte per la panificazione. Il nome saragolla deriva dall’ungherese sarga (giallo) e golyo (seme) e significa letteralmente “chicco giallo

## Infrastrutture e trasporti

### Strade
Il comune è attraversato dalla strada statale 212 della Val Fortore ed è interessato dalla SS 212 var, dalla SS 369 e dalle strade provinciali 36, 103 e 104.

### Ferrovie
Il comune era servito dalla stazione di Pescosannita-Fragneto L'Abate, situata nel territorio comunale di Fragneto Monforte al confine con i due comuni da cui prende il nome e soppressa dal 2013.

## Amministrazione
Di seguito è presentata una tabella relativa alle amministrazioni che si sono succedute in questo comune.
| Periodo | Periodo     | Primo cittadino     | Partito      | Carica  | Note                                                                   |
| ------- | ----------- | ------------------- | ------------ | ------- | ---------------------------------------------------------------------- |
| 2021    | "in carica" | Nicola Gentile      | Lista Civica | Sindaco | [ 9 ]                                                                  |
| 2006    | 2021        | Antonio Michele     | Lista Civica | Sindaco | [ 9 ]                                                                  |
| 1995    | 2006        | Spartico Capocefalo | Lista Civica | Sindaco | [ 9 ]                                                                  |
| 1992    | 1995        | Luigi Nicola Pilla  | Lista Civica | Sindaco | [ 9 ]                                                                  |
| 1990    | 1992        | Angelo Maria Pilla  | Lista Civica | Sindaco | commissario prefettizio Floriana Maturi da dicembre 1991 a giugno 1992 |
| 1985    | 1990        | Eduardo D'Andrea    | Lista Civica | Sindaco | [ 9 ]                                                                  |
| 1980    | 1985        | Angelo Maria Pilla  | Lista Civica | Sindaco | [ 9 ]                                                                  |
| 1960    | 1980        | Beniamino Viglione  | Lista Civica | Sindaco | [ 9 ]                                                                  |
| 1956    | 1960        | Raffaele Pilla      | Lista Civica | Sindaco | [ 9 ]                                                                  |
| 1952    | 1956        | Beniamino Viglione  | Lista Civica | Sindaco | [ 9 ]                                                                  |
| 1946    | 1952        | Luca Orlando        | Lista Civica | Sindaco | [ 9 ]                                                                  |
| 1944    | 1946        | Giuseppe Mannelli   | Lista Civica | Sindaco | [ 9 ]                                                                  |

## Sport

### Ciclismo
Pesco Sannita ha ospitato il passaggio di una tappa del giro d'Italia in diverse edizioni, ma per la prima volta il 13/05/2018 è stata Città di Tappa, infatti ha ospitato la partenza della 9ª tappa del Giro d'Italia 2018 "Pesco Sannita - Gran Sasso d'Italia (Campo Imperatore)".

### Atletica
A Pesco Sannita ha sede la Società Podistica "Filippide Runners"